# Sofia Dupre Winters
 (octobre 2013).
Sofia Dupre Winters est un personnage de fiction du feuilleton télévisé Les Feux de l'amour. Elle est incarnée par Julia Pace Mitchell aux États-Unis du 20 juillet 2010 au 9 octobre 2012. Le personnage est revenu temporairement les 25 et 26 avril 2019.

## Histoire

### L'arrivée de Sofia
Sofia Dupre Winters arrive en ville le 20 juillet 2010 (épisode diffusé en France le 14 février 2014 sur TF1). Elle a été transférée à Genoa City pour des raisons professionnelles. En effet, étant sous la direction de Tucker McCall, elle travaille au sein du groupe McCall Unlimited en tant que son "bras droit". À son arrivée, elle se présente à une réunion à la place de Tucker entre Neil et Katherine, ce qui les surprend grandement. Très vite, la réunion devient une confrontation entre Neil et Sofia.
Au fur et à mesure des épisodes, on apprend que Sofia est fiancée à Malcolm Winters. Elle se présente officilement à la famille Winters lors de la petite fête improvisée chez Lily et Cane pour la sortie des jumeaux de l'hôpital et donc Neil prend très mal qu'elle ne lui ait rien dit avant et n'a plus du tout confiance en elle. Tucker lui propose de rester à Genoa de manière permanente afin de gérer ses affaires ici, étant donné qu'il est assez occupé ces derniers temps (Affaire "Beauté de la Nature" → Tucker McCall). Poussée par Malcolm, elle accepte. Sofia réussit à se faire accepter de la famille, mis à part Neil, notamment par ses agissements. Quand elle apprend que Cane sera expulsé d'Amérique une fois que Lily sera guérie, elle intervient pour l'aider : en effet, elle lui propose le poste d'agent de liaison entre McCall Unlimited et une agence partenaire située à Canberra, ville où il a justement grandi. Ce poste lui procurerait alors un visa de travail valable pendant 8 mois, le temps qu'il trouve une solution. Les relations entre Neil et Sofia se détendent, ils parviennent à se parler sans se confronter directement. Un soir alors que Malcolm n'est pas en ville, Neil lui propose d'aller au restaurant ensemble, en toute amitié, et elle accepte.

### Le début des problèmes
Mais très vite, les choses finissent par se gâter pour Sofia. En novembre 2010, Cane, ayant des problèmes avec son passé, est contraint de donner de l'argent à un certain Blake qui menace sa famille. Cane fait rentrer Blake sous une fausse identité, James Collier, au sein de McCall Unlimited grâce à Sofia (ignorant tout de ce qui se passe entre Cane et Blake) qui appuie sa candidature auprès de Tucker. Quelques semaines plus tard, Sofia a de plus en plus de doutes sur les compétences de Blake, alors que Cane travaille pour deux (car il fait en même temps le travail que Blake est censé faire). Puis, Cane avoue la vérité à Sofia qui décide de l'aider, bien que furieuse d'avoir été bernée. Mais cela fut de courte durée car en janvier 2011, Tucker découvre la vérité sur James Collier. De ce fait, il renvoie Cane, Sofia et Blake. Lorsqu'elle lui apprend son licenciement, Malcolm est très déçu du fait qu'elle lui ait aussi caché la vérité. C'est alors qu'il lui sous-entend qu'il souhaite mettre un terme à leur relation. Plus tard dans la soirée, Sofia rencontre Blake au bar Jimmy's et le menace de le trainer en justice pour escroquerie puis elle retrouve Malcolm devant le bar afin de discuter avec lui. Mais ils ne parviennent pas à s'entendre et se disputent rapidement. Malcolm s'en va et en traversant la rue, Sofia se fait renverser par une moto (épisode diffusé en France les 25 et 28 juillet 2014 sur TF1). Neil, qui justement se rendait au Jimmy's et Malcolm l'entendent hurler et viennent à son secours. Heureusement, elle n'a rien de grave, juste une blessure à la main, car elle a eu juste le temps de l'éviter. Par contre, elle se souvient que le motard portait un casque avec une tête de mort dessus. Les deux frères l'amènent alors au Néon Ecarlate afin qu'elle se remette de ses émotions. Neil est alors certain que Blake a renversé Sofia pour éviter qu'elle parle à la police de ce qu'elle sait. Avec son licenciement, Cane est contraint de dire la vérité sur Blake à Lily. Furieuse, elle le met à la porte mais le lendemain, le 2 février, Cane revient chez eux afin de lui dire toute la vérité, à savoir que son père est Colin Atkinson, le fiancé de Jill spécialisé dans le crime organisé. Cependant, Lily n'est pas là car Neil lui a proposé de venir quelques jours chez lui afin de réfléchir à la décision qu'elle prendra par rapport à Cane. Alors il lui explique tout par écrit. Ce jour-là, Malcolm et Sofia se rendent chez Neil pour voir Lily et celle-ci est étonnée de voir la main de Sofia dans le plâtre, n'étant pas au courant de ce qui lui était arrivé. Donc Malcolm et Sofia lui expliquent qu'elle a probablement été renversé par Blake. Lily prend alors conscience qu'elle doit être aux côtés de son mari pour lutter contre ces malfrats et fonce chez elle mais trouve, à son arrivée, la maison vide sans voir le mot que lui a laissé Cane. En effet, Cane a appris par William que Jill et Colin se mariaient le soir-même et donc a décidé d'aller à l'église afin de tout révéler à Jill pour empêcher le mariage. Lily l'apprend aussi plus tard et décide d'y aller pour parler à Cane. Le soir venu, alors que la cérémonie a déjà commencé, Cane arrive devant l'église et alors qu'il monte les escaliers, Blake lui fait barrage. Les deux hommes finissent par se disputer. Lily, qui entend la voix de Cane, sort de l'église mais soudain Blake sort un revolver et le pointe sur Lily et les jumeaux. Cane bondit sur lui afin de protéger sa famille, Lily se baisse mais lâche la poussette involontairement en même temps qui dévale les escaliers et soudain un coup de feu retentit. Lily hurle, Blake et Cane s'écroulent, Neil qui arrive rattrape la poussette à temps, Jill, Colin et leurs invités sortent de l'église. Blake meurt sur le coup tandis que Cane agonise. Lily lui dit qu'elle lui pardonne, qu'elle l'aime et de tenir bon mais il meurt dans ses bras. Très vite, la police et les secours arrivent, de même que Sofia et Malcolm. Ceux-ci décident de garder les enfants pour la nuit afin de soulager Lily et en ouvrant la porte d'entrée des Ashby trop fort, le mot de Cane tombe de la table et glisse sous le canapé. Après la mort de Cane, Malcolm devient distant avec Sofia car il lui reproche en quelque sorte la mort de Cane : il pense que si elle ne lui avait pas caché ce que lui avait dit Cane, il ne serait pas mort. Mais surtout, il n'imagine pas faire sa vie avec une femme qui lui cache des choses. Ils prennent alors la décision d'annuler leur mariage, prévu en théorie pour le jour de la Saint-Valentin (épisode diffusé en France début aout sur TF1).

### L'aventure avec Neil
Quelques jours plus tard, lors de l'enterrement de Cane, Lily et bouleversée quand elle croit le voir en train de la surveiller dans le brouillard. Elle en parle avec son père mais aussi avec Sofia qui la réconforte. On a alors l'occasion d'en savoir davantage sur Sofia puisqu'elle lui parle de son père et lui avoue avoir vécu la même expérience qu'elle après la mort de celui-ci mais qu'avec le temps, on finit par accepter et aller de l'avant. Neil la remercie d'être présente pour Lily dans ces moments difficiles et l'attirance qui existait déjà depuis un moment entre eux monte d'un cran. Le 23 février (épisode diffusé en France fin août sur TF1), Malcolm et Sofia décident de se rejoindre chez Neil afin d'essayer de se réconcilier. En attendant Sofia, Neil discute avec Malcolm et lui dit qu'il doit pardonner à Sofia car elle n'avait que de bonnes intentions et a agi en pensant à la sécurité de la famille. Or, la discussion vire en dispute car Malcolm ne supporte pas que son frère s'immisce dans sa vie et sa relation avec Sofia puis s'en va. Quelques minutes plus tard, Sofia arrive et constate que Malcolm n'est pas là. Neil lui explique ce qu'il s'est passé et ils se posent sur son canapé pour discuter. Neil remercie encore Sofia d'être là, la complimente et finit par lui avouer ses sentiments. Ils s'embrassent et couchent ensemble sur le canapé. Alors qu'ils sont en train de se rhabiller, quelqu'un sonne à la porte. Ils s'habillent rapidement et Neil va ouvrir la porte. C'est Malcolm qui est venu s'excuser auprès de son frère et qui a décidé d'avoir une conversation avec Sofia en privé. Ils s'en vont donc et vont au Gloworn. Là, Malcolm explique à Sofia qu'il s'excuse pour tout ce qu'il lui a dit et qu'il veut reprendre leur relation. Elle accepte ses excuses et accepte avec plaisir de reprendre leur relation, tout en pensant à sa nuit d'amour avec Neil. Ensuite, Neil, manifestement sous le charme de Sofia, parle de son cas avec Tucker et essaye de faire en sorte qu'il la réembauche. Il réussit puisqu'après leur conversation, Tucker reçoit Sofia dans son bureau et la réintègre. Juste après, Malcolm la redemande en mariage et demande à Neil d'être son témoin. Tous deux acceptent, mais ne peuvent s'empêcher de se regarder. Parallèlement, Sofia se préoccupe beaucoup de Lily car celle-ci ne cesse de voir Cane. Elle est très heureuse pour elle quand elle apprend qu'elle a décidé de consulter un psychiatre. Alors quand elle apprend que Malcolm a organisé la cérémonie de mariage dans l'église où devant laquelle Cane est mort, elle désapprouve totalement tout comme Neil. Mais Lily les incite à se marier là-bas, en leur disant qu'elle sera bien obligée d'y revenir un jour.

### Une grossesse inattendue: qui est le père?
Malcolm et Sofia se marient le 13 avril 2011 (épisode diffusé en France début octobre 2014 sur TF1) devant leur famille et leurs amis. Après la cérémonie, ils organisent une réception au Gloworn. Mais alors que Malcolm fait son discours, Sofa a une soudaine envie de vomir et file aux toilettes, laissant stoïque tous les invités. À son retour, elle leur dit qu'elle ne se sentait pas bien parce qu'elle n'a pas eu le temps de manger avec toute cette agitation. À leur retour à l'Athlétic Club, Sofia demande à Malcolm d'aller lui chercher un verre d'eau et pendant ce temps, elle appelle la réception pour savoir si l'un des magasins du Club vend des tests de grossesse. Juste après, Malcolm et Sofia s'en vont en lune de miel à Saint-Barthélemy. Malcolm découvre un test de grossesse dans son sac. Il se réjouit d'avance en le voyant mais Sofia tente de calmer ses ardeurs en disant qu'elle n'est sûre de rien. C'est pourquoi Malcolm lui demande de le faire pour savoir si elle est enceinte ou pas. Après avoir attendu quelques minutes, le test s'avère être positif. Malcolm est fou de joie tandis que Sofia est abasourdie car elle craint que Neil soit le père. Elle dit à Malcolm qu'elle préfère garder cette nouvelle secrète pour l'instant mais Malcolm ne parvient pas à tenir sa langue et appelle Neil devant Sofia pour le lui dire. Celui-ci est heureux mais surtout abasourdi comme Sofia car il pense qu'il y a des chances qu'il soit le père. Sofia et Malcolm reviennent de Saint-Barthélemy et annoncent la bonne nouvelle à Olivia, Lily et Devon au Néon Ecarlate qui sont très heureux pour eux. Au bout d'un moment, Sofia s'en va et dit avoir une réunion. En réalité, elle rejoint Neil à l'Athlétic Club et ils discutent du bébé. Neil souhaiterait qu'elle fasse un test de paternité mais Sofia refuse, convaincue que le père du bébé est Malcolm. Mais Olivia, qui était à l'Athlétic Club avant de venir au Néon Ecarlate, y retourne car elle a oublié son portable. Or, elle y voit Neil et Sofia très proches, se tenant les mains et en train de parler très sérieusement. Quand Neil s'en va, Olivia rejoint Sofia à sa table. Elle la confronte en lui disant qu'elle l'a vu avec Neil. Sofia tente de nier mais elle fait le rapprochement entre ce qu'elle vient de voir et le comportement de Neil quand il a su que Sofia était enceinte. Elle en conclut que Neil et Sofia ont couché ensemble et qu'il est possible qu'il soit le père du bébé. Sofia finit par avouer mais elle lui dit qu'il l'ont fait qu'une fois. Cependant, elle confirme le fait que Neil soit potentiellement le père. Olivia décide d'en avoir le cœur net. Alors elle donne une estimation de la date de conception du bébé entre le 22 et 24 février en se fiant au calendrier menstruel de Sofia. Sofia est désemparée, elle est Neil ont couché ensemble le 23. Elle ne peut pas croire que Neil soit le père du bébé et demande à Olivia de ne rien dire à personne. Olivia a alors l'idée de décaler la date du terme (prévu en début novembre) à plus tard, de manière à déplacer aussi la date de conception. 
Début mai 2010, Sofia reçoit un appel de Katherine lui annonçant que Tucker a été renversé et qu'il est dans un état critique. Sofia n'en revient pas car le soir-même, il allait bien et faisait son dîner de répétition de son mariage avec Ashley prévu pour le lendemain. Katherine lui avoue que c'est Ashley qui l'a renversé accidentellement. En réalité, c'est Abby complètement ivre qui a renversé Tucker alors qu'elle voulait seulement montrer à sa mère qu'il la trompait avec Diane Jenkins. Quand les médecins placent Tucker sous assistance respiratoire, Katherine demande à Sofia de chercher ses dernières volontés. Sofia revient à l'hôpital avec l'avocat de Tucker et celui-ci leur annonce que Tucker s'oppose à tout acharnement. Les médecins sont contraints de le débrancher mais par miracle, il parvient à respirer seul tout en étant dans le coma. Cependant, le lendemain, après qu'Ashley lui a parlé, son rythme cardiaque s'accélère, ce qui force les médecins à le remettre sous respiratoire artificiel. Les médecins souhaitent lui enlever aussitôt mais Katherine réussit à faire en sorte qu'il le lui laisse en disant qu'il a besoin d'une sonde gastrique pour être nourri. Les médecins se montrent honnête avec Katherine : Tucker a très peu de chances de survivre. L'avocat de Tucker ouvre le testament de Tucker en présence de Katherine, Sofia et Victor. Ils apprennent qu'il lègue son entreprise à sa mère ainsi que les Industries Chancellor mais aussi 20 millions de dollars à son fils quand son identité se fera connaître. Tous sont surpris d'apprendre que Tucker a un fils, qu'il n'a jamais connu qui plus est. Katherine demande à Paul d'enquêter sur le fils de Tucker. Sofia assiste impuissante au démantèlement de l'entreprise de Tucker par Katherine, ce qui la met hors d'elle. lorsqu'elle fait la réflexion à Katherine, celle-ci lui donne une mise à pied. Elle en profite pour aller voir Ashley et comprend que cet accident est vraiment accidentel.
Le 10 juin 2011, Sofia et Malcolm sont chez Lily, pour préparer ses valises car celle-ci a décide d'aller dans un hôpital psychiatrique pour arrêter de voir Cane. En effet, depuis la mort de son mari, Lily le voit et a même pu le toucher. Pourtant, il est mort et sous les yeux de nombreux témoins dont Sofia. Neil les rejoint plus tard et en fouillant derrière une commode pour prendre quelque chose qui était tombé, il découvre le mot que Cane a écrit à Lily le soir de sa mort disant qu'elle avait une sœur, Samantha, un frère jumeau, Caleb et que son père était Colin, le mari de Jill. Ils réalisent alors que Lily n'était pas folle et que la personne qu'elle voyait était Caleb. Ils comprennent aussi que Colin les balade depuis le début et que les jumeaux, que Neil lui a donné plus tôt dans la soirée, sont en danger avec lui. Neil, qu'il n'arrive pas à joindre Colin, appelle Jill et lui dit tout. Celle-ci lui dit qu'elle est devant le domaine McMillan et que Colin est à l'intérieur avec les jumeaux en train d'attendre un hélicoptère. Neil part les rejoindre. Neil arrive et barre la route à Colin et "Caleb" après qu'ils ont mis les enfants dans la voiture. C'est alors que "Caleb" leur avoue être Cane. Neil n'y croit pas au début mais finit par se rendre compte que c'est vrai. Malcolm et Sofia vont à l'hôpital et disent tout à Lily. Quand elle comprend que ses enfants sont en danger, elle fonce au domaine avec Danny, Malcolm lui reste avec Sofia qui se sent mal. En effet, elle se sent soudainement fatiguée et ressent une douleur au ventre. Malcolm appelle les urgences pour la transporté dans un vrai hôpital. Lily et Danny arrivent au domaine. Croyant qu'elle a affaire à Caleb, Lily lui ordonne de lui donner ses enfants. Cane lui dit que c'est bien lui et que c'est Caleb qui est mort, mais elle ne le croit pas tout comme Danny mais finalement, il réussit à la convaincre que c'est lui en lui parlant de choses qu'ils ont vécu ensemble. Cependant, elle refuse qu'il l'approche et qu'il approche les enfants parce qu'il lui a fait vivre un enfer et elle ne voit pas comment elle lui pardonnera ça.
A l'hôpital, Katherine croise Olivia qui lui dit que Sofia est là. Elle fonce à son chevet et les Winters lui avouent que Cane est en vie, que c'est son frère jumeau qui est mort sur les marches de l'église et que leur père est Colin. Elle n'en revient pas. Sofia passe ensuite une batterie d'examens. Quand Olivia revient la voir elle lui annonce que son bébé se porte bien et qu'il est du groupe sanguin Rhésus -, tout comme elle. Donc, le père peut aussi bien être du groupe Rhésus + que du groupe Rhésus -. L'incertitude quant au nom du père biologique du bébé grandit, ce qui stresse Sofia. D'autant plus qu'elle ment à Malcolm depuis plusieurs mois.
Cependant, Sofia, prise par la culpabilité, décide de dire toute la vérité à son mari en juillet 2011. Malcolm pète un plomb, il n'en revient pas et part en claquant la porte. Quelques instants plus tard, Neil lui rend visite. Elle lui dit qu'elle a dit la vérité à Malcolm et qu'il est possible qu'il soit le père du bébé. Quand Malcolm revient, il se rue sur Malcolm prêt à le frapper. Neil et Sofia le tentent de le calmer mais rien n'y fait, il ne peut qu'être en colère. Le schéma avec Drucilla et Lily se répète. Quelques jours plus tard a lieu l'anniversaire de Lily. Celle-ci sent des tensions entre Malcolm et Sofia. Elle veut savoir ce qu'il se passe et avec Neil, ils lui disent tout. Malcolm ne supportant pas cette révélation lui dit que si le bébé est de Neil, alors il demandera le divorce. En septembre 2011, Olivia revient pour faire l'échographie de Sofia et lui donner les résultats de sa prise de sang qui permettra de déterminer le nom du père du bébé. Sofia en parle uniquement à Malcolm pour que seul lui vienne. Cependant, Olivia le dit à Neil en pensant qu'il savait déjà. Alors plus tard, quand les deux frères se croisent sur le terrain de basket à l'Athlétic Club, ils se cherchent et finissent par se battre. Puis tous les deux se rendent à l'échographie et apprennent avec Olivia et Sofia qu'elle attend un garçon. Quant à sa prise de sang, elle n'est pas concluante : son taux d'anticorps n'a pas augmenté donc impossible de connaître l'identité du père du bébé. Il faudra attendre sa naissance pour savoir qui est le père

### La naissance de Moses: fin du suspens
Début octobre 2011, Tucker assigne Katherine au tribunal pour récupérer Jabot. Elle demande à Jack de témoigner en sa faveur mais celui-ci refuse en prétextant qu'il ne veut pas faire partie de leurs querelles familiales. En réalité, il va témoigner pour Tucker parce que celui-ci lui a promis qu'il lui revendra Jabot s'il gagne. Quand la séance est sur le point de commencer, Jack arrive et s'assoit auprès de Tucker & Sofia. Katherine est bouche bée, elle n'en revient pas qu'il ait pu la trahir. Le juge statue finalement pour Tucker et annule la vente de Jabot aux industries Chancellor après que Jack lui ait dit qu'il aurait pu acheter l'entreprise beaucoup plus chère que Katherine l'a payé. À la fin de la séance, elle fait un AVC. Quand il l'apprend, Tucker décide d'aller la voir à l'hôpital et en passant devant la salle d'attente de l'hôpital, il entend une conversation entre Jill et l'avocat de Katherine dans laquelle Jill lui dit que personne ne doit savoir qu'elle a mis Devon sur son testament. Tucker les confronte immédiatement mais ils ne veulent rien lui dire. Il leur demande pourquoi elle le traite comme un membre de sa famille et c'est à ce moment-là qu'il comprend que Devon est son fils, que Katherine l'a retrouvé et que c'est pour ça qu'elle l'a mis sur son testament. Il n'en revient pas et est complétement ému. Il s'empresse de le dire à Sofia, qui le dit après à Neil. Quand il voit à quel point elle est obnubilée par Neil, Malcolm s'aperçoit qu'elle est amoureuse de son frère et comprend qu'elle a couché avec lui parce qu'elle commençait à avoir des sentiments pour lui. Sofia avoue à demi-mot qu'il a raison mais en même temps elle lui dit qu'elle veut se battre pour sauver leur couple. Le lendemain, elle retrouve Neil chez lui. Ils discutent du fait qu'elle ait soutenu Tucker contre Katherine lors de l'arbitrage. C'est alors qu'elle ressent une contraction mais ne dit rien à Neil et attend qu'il s'en aille pour prévenir Malcolm. Mais en arrivant à l'hôpital, ils tombent sur Neil, qui est venu voir Katherine pour lui donner sa démission, et celui-ci comprend que le travail a commencé. Sofia donne naissance à son fils, accompagnée de Neil & Malcolm. Juste après, Tucker vient la voir pour la féliciter. C'est alors qu'elle leur annonce à tous les trois qu'elle a décidé de l'appeler Moses (Moise en français), en hommage à son père décédé. Tous apprécient.
Le 14 octobre, Neil & Malcolm reviennent à l'hôpital pour connaître les résultats du test. Ceux-ci indiquent que Neil est le père de Moses. Malcolm s'en va immédiatement sans dire un mot pendant que Neil signe le certificat de naissance de son fils. Malcolm revient plus tard dans la journée et annonce à Sofia qu'il veut divorcer tout en lui présentant les papiers. Elle les signe à contrecœur et lui reproche de fuir à chaque problème. Malcolm quitte la ville après avoir fait ses adieux uniquement à Phyllis. Quant à Neil, il propose à Sofia de venir vivre chez lui avec leur fils. Elle accepte.

### La nouvelle vie avec Neil
Ensuite, Neil et Sofia planifient le baptême de Moses pour le 16 novembre et nomment Tucker et Olivia parrain et marraine et le jour même, il propose à Sofia de l'épouser pour élever Moses ensemble. Sofia est un peu hésitante au début parce que Neil veut se marier par convenance mais étant amoureuse de lui, elle accepte et ils annoncent au reste de la famille à Thanksgiving. Le 15 décembre, Neil et Sofia se marient juste devant Cane & Lily. Ce jour-là, Devon a rendez-vous avec un grand producteur de musique, ce qui fait qu'il ne va pas au mariage. Cependant, il déchante quand il s'aperçoit le producteur en question est Tucker. Il refuse alors son offre mais lui dit qu'il acceptera ses conseils s'il en a besoin avant d'aller au mariage. Pendant ce temps, la cérémonie s'achève et Neil s'en va sans prévenir personne, laissant Sofia seule accueillir Tucker & Devon. En fait, il se rend au studio de Devon mais s'aperçoit qu'il n'est pas là. C'est alors qu'il rencontre Harmony et ils arrivent à avoir une discussion calme. Elle lui fait comprendre que sa place est auprès de sa femme et son fils. Quand il daigne à rentrer chez lui, Sofia est furieuse et lui demande s'il veut annuler le mariage. Il s'excuse mais lui fait comprendre qu'il veut rester marier avec elle pour Moses. Cependant, plus les semaines passent, plus il se rapproche d'Harmony. Le soir de Noel, Katherine fait venir Ana pour faire une surprise à Devon & Harmony, qui ne l'a pas vu depuis petite.
Après le Nouvel An, Sofia revoit la vidéo de son mariage avec Neil et constate qu'il ne semblait pas très heureux. Elle confie alors à Tucker qu'elle est amoureuse de lui et qu'il n'a pas l'air de partager ses sentiments. Elle lui confie notamment que depuis qu'ils se sont mariés, ils n'ont jamais fait l'amour. Tucker lui conseille alors de tout lui avouer. Katherine demande à Neil de reprendre son poste aux Industries Chancellor mais il refuse. Néanmoins, Sofia lui conseille de reconsidérer son offre. Peu après, Geneviève lui propose de devenir le DRH de Beauté de la Nature. Cane & Lily se remarient pour la Saint-Valentin. Katherine organise une cérémonie surprise pour eux en Provence et paie leurs billets ainsi que ceux de tous les invités. Cependant, Geneviève assiste à la cérémonie de loin et Jill la voit. Elle le dit à Neil et plus tard, il décline l'offre de Geneviève.
Harmony découvre ensuite que l'entreprise de Tucker donne des fonds à plusieurs recherches scientifiques, dont l'une concernant un implant qui permettrait de retrouver une parfaite ouïe. Elle en parle à Tucker qui propose alors à Devon de participer au projet. Celui-ci refuse catégoriquement mais Neil & Harmony le convainc de donner une chance à son père de l'aider. Ainsi, il obtient un rendez-vous avec un spécialiste à Dallas. Il demande à Neil & Harmony de l'accompagner puis à Tucker qui souhaitait vraiment être là. Pendant leur séjour à Dallas, Tucker remarque aussi un rapprochement entre Neil & Harmony. Il la confronte et l'accuse de tourner autour Neil, ce qui la met en colère. Il lui dit que peu importe ses intentions, il ne la laissera pas détruire le mariage de Neil & Sofia et faire du mal à Sofia, son amie de longue date, par la même occasion. L'opération de Devon est un succès : il retrouve une ouïe complète. Cependant, les implants nécessitent un certain temps pour fonctionner correctement, ce qui fait qu'il devient temporairement sourd.
Peu après, Tucker et Sofia se disputent violemment. Neil soutient alors sa femme, ce qui la ravi et lui fait peur à la fois car il s'avère que leur dispute est fausse, servant de prétexte afin que Sofia puisse infiltrer Beauté de la Nature pour lui, et elle craint la réaction de Neil s'il le découvrait. Ils font une nouvelle fois semblant de se disputer devant Victoria, à ce moment-là PDG de Beauté de la Nature, et Tucker la vire. Elle demande alors à Victoria de l'engager mais elle refuse. Neil assiste à la dispute et à la discussion avec Victoria de loin et après que Victoria soit parti, il annonce à Sofia qu'il vient d'accepter  l'offre de Katherine, réalisant avec ce qu'elle a fait pour Ana et Harmony qu'elle n'était pas si égoïste que ça. Aussi, il lui propose de travailler pour les industries Chancellor et donc Sofia est contrainte de lui dire que tout était faux car le but de Tucker était de prendre Beauté de la Nature à Geneviève. Il est alors très déçu et s'en va. Il passe la soirée au studio de Devon avec Cane, Lily et Harmony pour écouter la chanson d'Angelina. Ils dansent un slow et après le départ de Cane & Lily, ils s'embrassent. Le lendemain, Sofia constate le rapprochement entre son mari et Harmony. Elle la confronte puis réserve une suite avec Neil avec qui elle fait l'amour. Plus tard dans la journée, Neil rejoint Harmony chez Katherine. Ils s'avouent leurs sentiments mais s'engagent à ne pas se rapprocher pour le bien-être de tous. Quelques jours plus tard, Neil admet à Sofia qu'il a des sentiments pour Harmony. Elle en a le cœur brisé. Le soir même, Ashley surprend Tucker et Harmony au lit.